# Рилошквар
Рилошквар (англ. Taserface) — вигаданий персонаж, суперлиходій, що з'являється в коміксах американського видавництва Marvel Comics. Здебільшого виступає в ролі антагоніста оригінальних Вартових галактики.
Кріс Салліван зобразив персонажа у фільмі «Вартові галактики 2» (2017), що входить до Кіновсесвіту Marvel, та анімаційному телесеріалі Disney+ «А що як...?» (2021) як альтернативна версія суперлиходія.

## Історія публікації
Рилошквар уперше з'явився в коміксі «Guardians of the Galaxy» #1 (червень 1990), намальованому і написаному Джимом Валентино. Валентино стверджував, що ім'я придумав його син Аарон Валентино, якому на той час було п'ять років. Джим вважав, що ім'я «трохи відстійне... але не гірше, ніж Сливоликий, Глиноликий, Дволикий або будь-який інший персонаж зі словом «обличчя» як частиною імені».

## Вигадана біографія
Рилошквар — передовий розвідник Старків, який прибув з планети, населеної примітивними істотами. Одного разу на їхню планету потрапив сховок з обладунками та технологіями, створеними Тоні Старком. Мешканці швидко пристосувалися до нової технології, назвавши себе Старками на честь свого кумира, і почали зловживати своїм новознайденим даром, щоб завойовувати інші планети.
Він був відправлений на планету Корґ, щоб наглядати за нею, і врешті-решт вступив у бій з Вартовими галактики. Після поразки він був підданий тортурам представниками свого виду та в нього забрали ім'я. Тепер він має ім'я Безіменний, його ненависть до Вартових зростає.
Він благає милосердя у Старшої Сестри про спокуту та отримує оновлення. Після перетворення на кіборга він повертається з ім'ям Душогуб. Він бореться з Голлівудом, альтернативною версією Диво-людини, і легко перемагає його. Він намагається підірвати себе в останню хвилину, щоб помститися, але Голлівуд поглинає вибух, вбиваючи лише самого лиходія.

## Сили й здібності
Рилошквар має певний ступінь невразливості через те, що він кіборг. Він також має у своєму розпорядженні широкий спектр зброї, включаючи відштовхувальні промені, сенсори та електрошокери. Він також має здатність поглинати енергію і перенаправляти її.

## Поза коміксами

### Анімаційні фільми
- Рилошквар з'являється в «Lego Супергерої Marvel — Вартові Галактики: Загроза Таноса», озвучений Тревісом Віллінґемом.[7] Він супроводжує Йонду та інших варварців, щоб викрасти Камінь Сили в Ронана Обвинувача.

### Ігрові фільми

#### Кіновсесвіт Marvel
- Роль Рилошквара у Кіновсесвіті Marvel узяв на себе Кріс Салліван, а перша та остання поява відбулась у «Вартові галактики 2» (2017). За цією версією, він є лейтенантом у фракції варварців Йонду Удонти.[8][9] Крім того, він зображений як такий, що пишається своїм ім'ям, вважаючи, що воно вселяє страх у серця його ворогів. Однак Ракета та решта варварців насміхаються над безглуздістю його імені.
- Альтернативна часова версія Рилошквара з'являється в мультсеріалі від Disney+ «А що як...?» в епізоді «А що як... Т'Чалла став би Зоряним Лицарем?», з Салліваном, який повторив цю роль.[10]

### Відеоігри
- Рилошквар доступний у вигляді ігрового персонажа в Lego Marvel Super Heroes 2,[11] озвучений Саймоном Керром.[12]